# Christopher Bassford

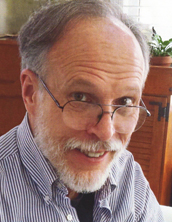
Christopher Bassford (2014)

Christopher Bassford (* 22. Juli 1953 in San Diego, Kalifornien) ist ein US-amerikanischer Offizier (Captain) der United States Army, Militärhistoriker und Sicherheitsberater. Er war von 1999 bis 2012 Professor für Strategie am National War College der National Defense University. Seit 2012 ist er Professor für Internationale Sicherheitspolitik am College of International Security Affairs.

## Leben
Christopher Bassford studierte Geschichte am College of William & Mary in Williamsburg (Tema: Tactical Nuclear Weapons: An Introduction for the General Reader, Bachelor of Arts, 1978) und Geschichte der Diplomatie bei John Lewis Gaddis an der Ohio University in Athens (Master of Arts, 1981). An der Ohio University durchlief er das Reserve Officer Training Corps (ROTC). Von 1981 bis 1986 war er als Artillerieoffizier der United States Army in Südkorea (1982/83) und Deutschland (1983–1986) stationiert. Seinen Ph.D. machte er 1991 in Neuerer Geschichte bei Gunther E. Rothenberg (1923–2004) an der Purdue University in West Lafayette.
Von 1992 bis 1994 lehrte er Militärtheorie am Marine Corps War College in Quantico. Er war von 1994 bis 1996 außerplanmäßiger Professor für Staatspolitik am United States Army War College in Carlisle. Von 1999 bis 2012 war er Professor für Strategie am National War College der National Defense University in Washington, D.C. Im Anschluss wechselte er als Professor für Internationale Sicherheitspolitik zum College of International Security Affairs in Washington, D.C./Fort Bragg. Er forscht intensiv zum preußischen Militärtheoretiker Carl von Clausewitz und ist Analyst für das United States Marine Corps.

## Auszeichnungen
- Army Service Ribbon
- Overseas Ribbon (2×)
- Expert Rifleman's Badge
- Army Commendation Medal (mit Eichenlaub)
- deutsche Schützenschnur in Bronze

## Schriften (Auswahl)
- The Spit-Shine Syndrome: Organizational Irrationality in the American Field Army. Greenwood Press, Westport 1988, ISBN 0-313-26215-2.
- Clausewitz in English: The Reception of Clausewitz in Britain & America, 1815–1945. Oxford University Press, New York 1994, ISBN 0-19-508383-0.
- hrsg. mit Bolko von Oetinger, Tiha von Ghyczy: Clausewitz. Strategie denken. Hanser, München u. a. 2001, ISBN 3-446-21743-6.
- hrsg. mit Daniel Moran, Gregory W. Pedlow: On Waterloo: Clausewitz, Wellington, and the Campaign Of 1815. Createspace, Charleston 2010, ISBN 978-0-8061-4108-4.